# Права людини; Або, як би ви цього хотіли?
Права людини; Або, як би ви цього хотіли? «Містить мрії» (англ. Man's Rights; Or, How Would You Like It? Comprising Dreams) — утопічний феміністичний науково-фантастичний роман американської письменниці Енні Дентон Крідж, опублікований у 1870 році. Один із перших утопічних науково-фантастичних романів, написаних жінкою у США, нараховував 44 сторінки та був опублікований Вільямом Дентоном.

## Опис
Крідж опублікувала «Права людини» в 1870 році. е був утопічний науково-фантастичний сатиричний роман і перший відомий феміністичний утопічний роман, написаний жінкою. Текст описує феміністичну утопію, де гендерні ролі поміняні місцями: жінки домінують і правлять, а чоловіки перебувають у підпорядкуванні таповинні організовуватися, щоб відстоювати свої права.

## Сюжет
Текст представляє дев'ять снів, які переживає жінка-оповідачка від першої особи. У перших семи снах вона відвідує планету Марс, де відкриває для себе суспільство, де традиційні ролі та стереотипи перевернуті. Оповідачка стає свідком утисків чоловіків на Марсі та їхньої боротьби за рівність. Хоча спочатку вони змушені залишатися вдома і суворо контролюються, вони починають працювати над звільненням після того, як технологічний прогрес звільняє їх від деяких виснажливих домашніх обов'язків. В останніх двох снах оповідачка відвідує США майбутнього, очолювані жінкою, з рівним співвідношенням чоловіків і жінок у Палаті представників і Сенаті США. Законодавці перестали штрафувати та ув'язнювати повій, і тепер заарештовують та відправляють до виправних закладів чоловіків-клієнтів. Багато жінок зайнялися фермерством, і країна має світле економічне майбутнє. На завершення оповідачка запитує, чи не є цей сон, зрештою, пророцтвом.